# Cadel Evans Great Ocean Road Race 2017
3. ročník jednodenního cyklistického závodu Cadel Evans Great Ocean Road Race se konal 29. ledna 2017 v Austrálii. Závod dlouhý 174 km vyhrál Australan Jay McCarthy z týmu Bora–Hansgrohe. Na druhém a třetím místě se umístili Australané Simon Gerrans (Orica–Scott) a Cameron Meyer, reprezentující národní tým Austrálie.

## Týmy
Závodu se zúčastnilo 18 týmů, z toho 13 UCI WorldTeamů, 4 kontinentální týmy a australský národní tým. Každý tým přijel se sedmi jezdci. Na start se postavilo 126 jezdců, z nichž 103 závod dokončilo.

### UCI WorldTeamy
- AG2R La Mondiale
- BMC Racing Team
- Bora–Hansgrohe
- Canondale–Drapac
- Team Dimension Data
- Team Katusha–Alpecin
- LottoNL–Jumbo
- Lotto–Soudal
- Orica–Scott
- Quick-Step Floors
- Team Sky
- Team Sunweb
- Trek–Segafredo

### UCI Professional Continental týmy
- Aqua Blue Sport
- Gazprom–RusVelo
- Roompot–Nederlandse Loterij
- UnitedHealthcare

### Národní týmy
- Austrálie

## Výsledky
| Pořadí | Jezdec                   | Tým                     | Čas        |
| ------ | ------------------------ | ----------------------- | ---------- |
| 1      | Nikias Arndt (GER)       | Team Sunweb             | 4h 04' 00" |
| 2      | Simon Gerrans (AUS)      | Orica–Scott             | + 0"       |
| 3      | Cameron Meyer (AUS)      | Austrálie (národní tým) | + 0"       |
| 4      | Jhonatan Restrepo (COL)  | Team Katusha–Alpecin    | + 0"       |
| 5      | Luke Rowe (GBR)          | Team Sky                | + 0"       |
| 6      | Petr Vakoč (CZE)         | Quick-Step Floors       | + 0"       |
| 7      | Nathan Haas (AUS)        | Team Dimension Data     | + 0"       |
| 8      | Gianluca Brambilla (ITA) | Quick-Step Floors       | + 0"       |
| 9      | Jay McCarthy (AUS)       | Bora–Hansgrohe          | + 0"       |
| 10     | Paul Martens (GER)       | LottoNL–Jumbo           | + 0"       |